# Міські дослідження

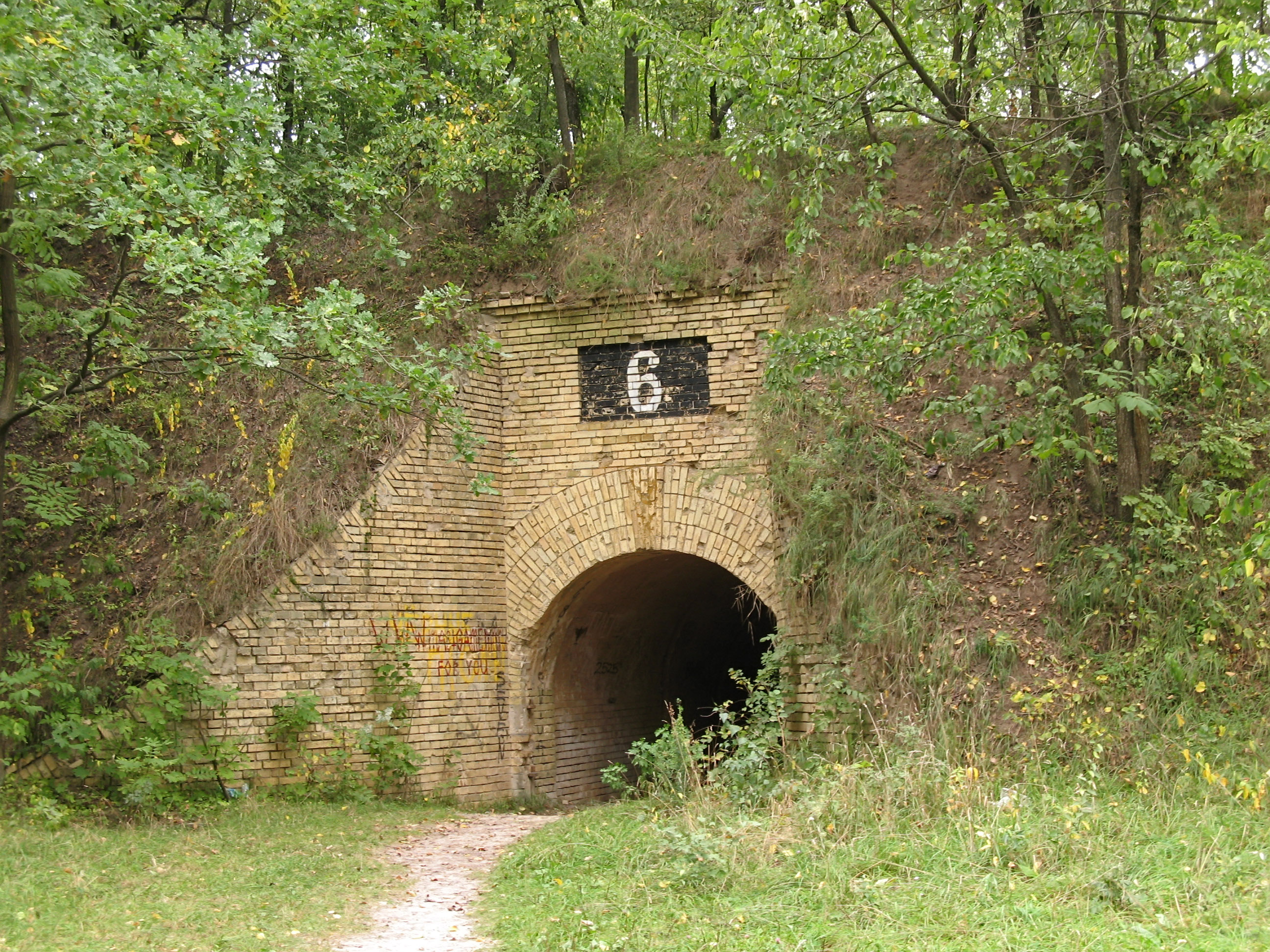
Потерна №6 Лисогірського форту у Києві.

Індустріальний туризм або промисловий туризм або урбаністичний туризм — це дослідження територій, будівель, інженерних споруд промислового або спеціального призначення, а також будь-яких закинутих споруд задля отримання психологічного, естетичного або дослідницького задоволення.
Урбаністичний туризм – це один з типів туристичної діяльності, який виконується в межах міського середовища з атрибутами, що характеризують останнє. Перш за все вони не пов'язані з сільськогосподарською економікою. До них відноситься адміністрація, виробництво, торгівля та надання послуг, а також вузлові транспортні пункти.
Індустріальному туризму властиві риси молодіжної субкультури. Англійською мовою цей різновид туризму називають «urban exploration» (міське дослідження).

## Види індустріального туризму і міських досліджень

### Відвідування покинутих (занедбаних) об'єктів (сталкінг)

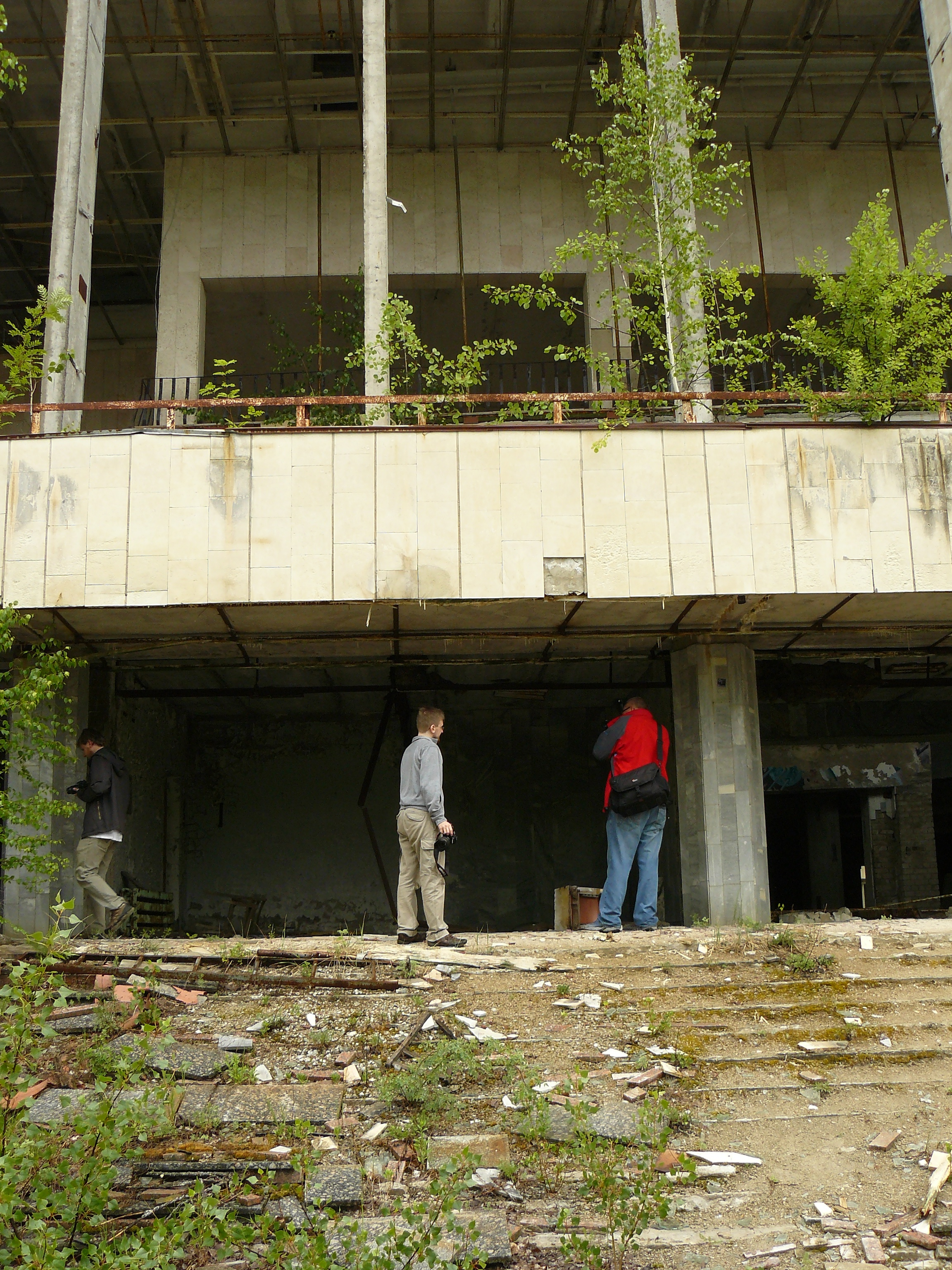
Покинуте місто Прип'ять в Чорнобильській зоні

Одним з найпоширеніших видів індустріального туризму є відвідування залишених та занедбаних об'єктів. Це можуть бути залишені недобудовані споруди, вже не діючі промислові, господарські та військові об'єкти, покинуті житлові будинки, райони та міста (так звані міста-привиди), наприклад: японський острів Хасіма, Прип'ять або Орбіта в Україні тощо. Поширення цього варіанту індустріального туризму, можливо, пов'язано з відносно невеликими ризиками для здоров'я (небезпеку можуть становити, наприклад, раптові обвалення конструкцій, бездомні собаки, азбест, що використовувався для багатьох інженерних конструкцій, і взагалі хімічні забруднення) та відсутністю охорони об'єктів. Так як в більшості випадків метою такого туризму є отримання споглядального задоволення, багато таких дослідників є фотографами.
Українських дослідників покинутих об'єктів від західних відрізняє велика скритність — вони намагаються не афішувати місце розташування виявлених об'єктів (на жаргоні — «палити об'єкт»), вважаючи, що таким чином можна залучити до об'єкта увагу з боку влади або викликати занадто великий наплив туристів.

### Постпаломництво
Постпаломництво — відвідування занедбаних, десакралізованих об'єктів релігійного шанування. Забуті храми одночасно є історичними артефактами, унікальними пам'ятником архітектури, об'єктами релігійного шанування, свідками зміни корінних основ світогляду (з релігійного на атеїстичний, а потім і нейтрально-світський).
Така суміш різних фактів, відносин до них, емоцій при спробах раціонального й творчого осмислення отриманого при постпаломництві може стати джерелом особливих переживань.

### Проникнення на територію (інфільтрація)

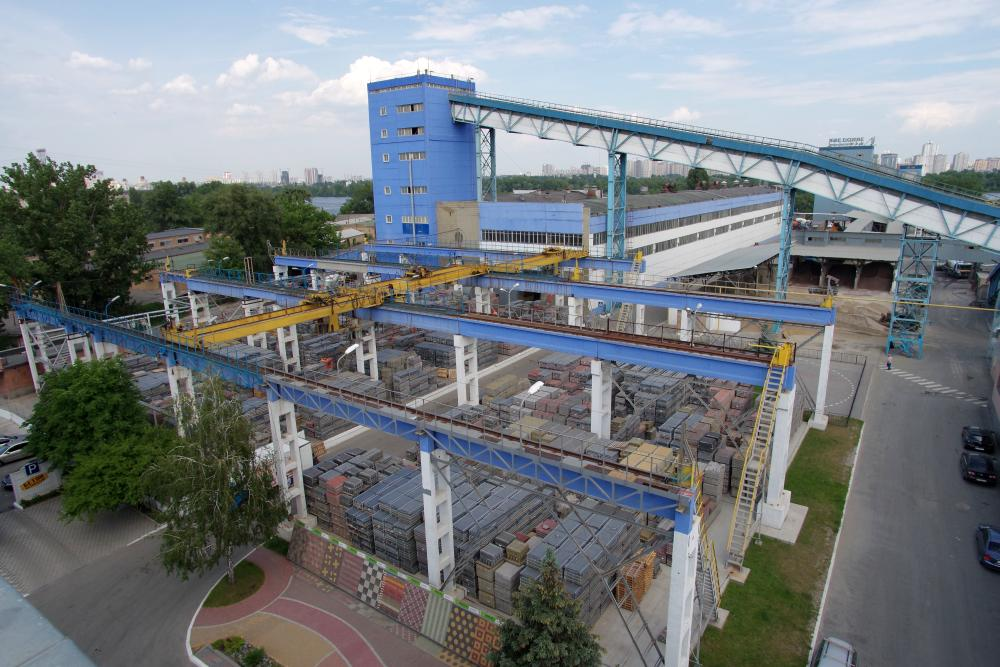

Проникнення на території, що охороняються, території діючих промислових зон та зон, не створених для перебування в них людей (інфільтрація)
Цей вид індустріального туризму є найбільш екстремальним і вимагає серйозної підготовки, екіпірування й духу авантюризму, оскільки пов'язаний із серйозними небезпеками. Часто така діяльність межує з порушенням законів, що часом тільки більше приваблює шукачів пригод, а написи на табличках на кшталт «стороннім вхід заборонено», «виходу немає», «пожежний вихід», «пред'яви перепустку», «небезпечно, не входити» або ж «стій, стріляю!» можуть ставати прямими вказівками до дії. Головна мета таких походів — це, звичайно, «отримання адреналіну» й особливого психічного задоволення від відвідування територій із обмеженим доступом.

### Дослідження підземних споруд (дигерство)

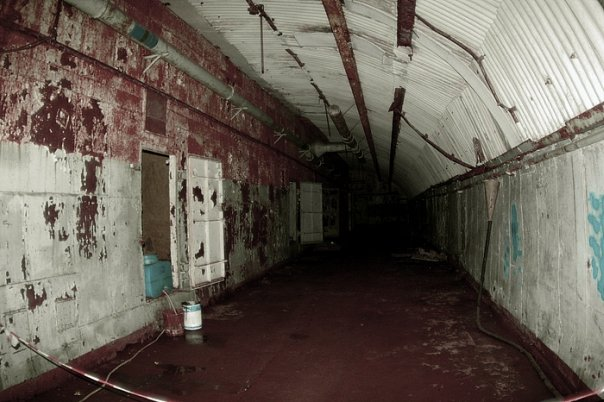
У тунелі

Слово дигерство походить від слова «дигер» (англ. to dig — копати). «Дигерами» себе називають люди, що займаються дослідженнями підземних споруд, побудованих людиною із застосуванням будівельних матеріалів і технологій, наприклад: дренажних систем та каналізаційних систем, підземних річок, промислових тунелів. Предметом особливого інтересу багатьох диггерів є метрополітен й пошук так званих «станцій-привидів». Цей вид індустріального туризму також вимагає серйозної фізичної підготовки й спеціального спорядження. Не варто плутати диггерство із спелестологією, метою якої є дослідження штолень і каменоломень.

### Прогулянки дахами (руфінг, руферство)
Цей досить небезпечний вид туризму поширений переважно у великих містах. Люди, які захоплюються руфінгом (від англ. roof — дах) називають себе по-різному — «руфери», «дахолази», «дахери» тощо.
Руфінг можна поділити на основні категорії:
- Екстремальний руфінг — сходження на дах із використанням пожежних сходів, водостічних труб, уступів тощо, з метою підкорення нестандартного або закритого для відвідування даху (що робить цей вид руфінгу своєрідним видом інфільтрації).
- Тихий руфінг — відвідування дахів із метою отримання естетичного задоволення — милування пейзажами, які відкриваються з висоти. Тихий руфінг супроводжуватися фотографуванням, малюванням тощо.
- Артруфінг — руфінг із метою проведення творчих заходів: поетичних, концертних, створення об'єктів в стилі стріт-арт тощо.

### Пасивний та комерційний індустріальний туризм

Одна з доменних печей Дніпропетровського металургійного заводу.

Люди, які не прагнуть активно досліджувати об'єкти та нелегально проникати на їхню територію й задовольняються спогляданням індустріальних пейзажів та об'єктів промислової архітектури, можуть відвідувати екскурсії на діючі промислові об'єкти. Для таких людей організовують спеціальні тури. В Україні цей вид туризму поки не дуже розвинений, на відміну від країн Європейського союзу й Північної Америки, де він має широке поширення.
Також існують спеціальні тури для бізнесменів, які цікавляться промисловістю й шукають об'єкти для інвестицій у виробництво. Такий вид туризму також називають індустріальним.

### Психогеографія
Туристи, що користуються психогеографією, вважають, що міський ландшафт, з яким часто стикається більшість людей, нав'язує певний спосіб взаємодії із середовищем — повсякденні маршрути, звичні почуття. Основним методом таких досліджень є «дрейф» (drift) — техніка швидкого проходу через мінливу атмосферу, засіб суб'єктивного перетворення міського простору. Його цілями можуть бути відмова від звичайних мотивів для пересування, дослідження району, емоційна дезорієнтація учасника.

### Урбанізм

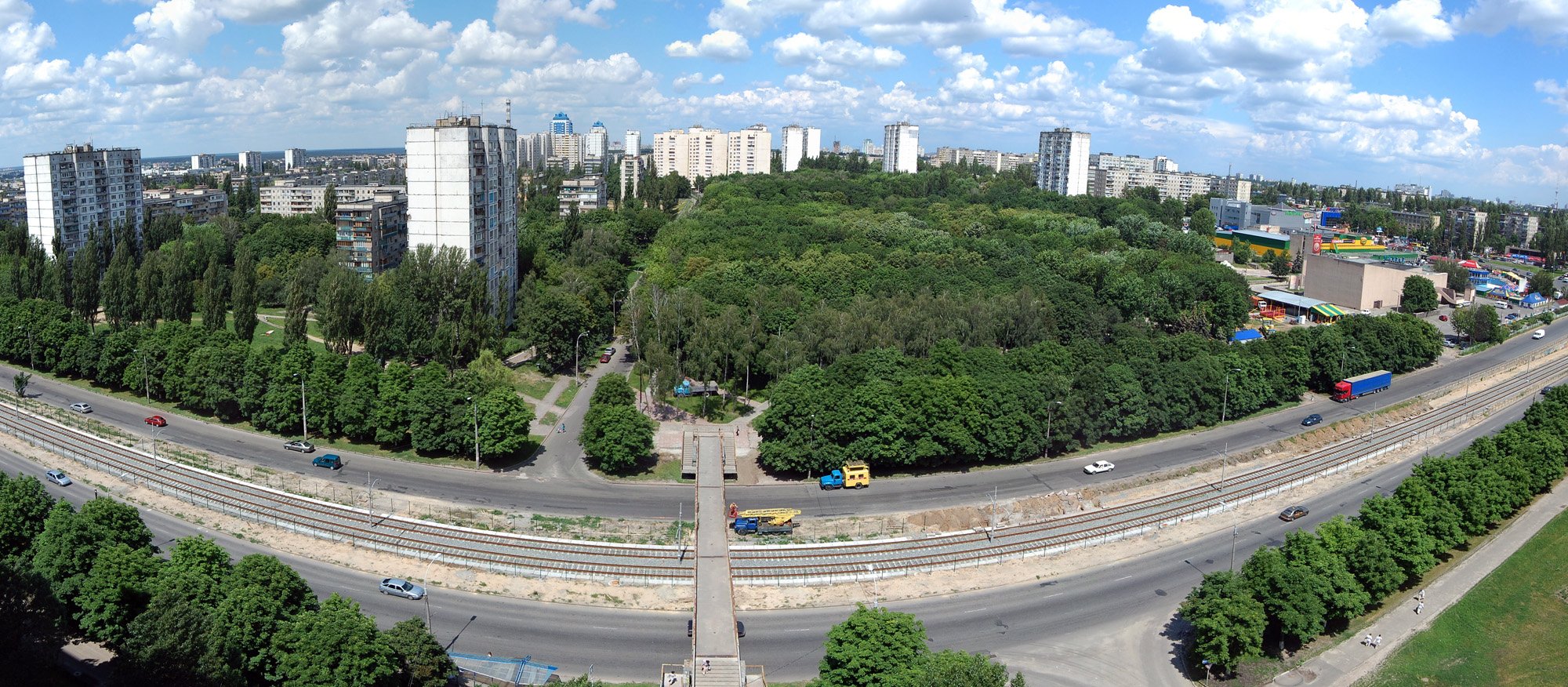
Борщагівка, Київ

Це інтерес до міських пейзажів, виниклих в результаті розширення та розвитку або, навпаки, занепаду міських територій. Об'єктами натхнення можуть стати, наприклад, будівлі певної архітектури. Митці можуть надихаються видами на залізничні розв'язки та депо, атмосферою спальних районів, доріг, що не використовуються, та інших міських об'єктів. У країнах Європейського союзу діють туристичні фірми, що пропонують тури до непопулярних серед звичайних туристів районів європейських міст.

### Сурвівалізм
Сурвівалізм (англ. survival — виживання) — виживання в екстремальних умовах, під яким розуміють і комплекс дій, спрямований на збереження життя, здоров'я та нормальної життєдіяльності, і водночас виживання у важких і небезпечних умовах природи, міста, стихійних лих, військового конфлікту, економічних проблем тощо.

## Індустріальна (промислова) археологія
Індустріальна археологія як академічний предмет досліджує взаємовпливи змін, що відбуваються в промисловості й технологіях, з одного боку, і в суспільстві в цілому, з іншого. Інше завдання — збереження матеріальних свідчень індустріального розвитку. За кордоном існують кафедри індустріальної археології при університетах, наприклад в Мічиганському технологічному університеті  (США) та в Бірмінгемському університеті (Велика Британія). Польова робота археологів пов'язана з експедиційною й туристичною діяльністю. Найчастіше, дослідження археологічних шарів в центрі мегаполісів пов'язані з рятувальними розкопками.

## Популярність і розвиток

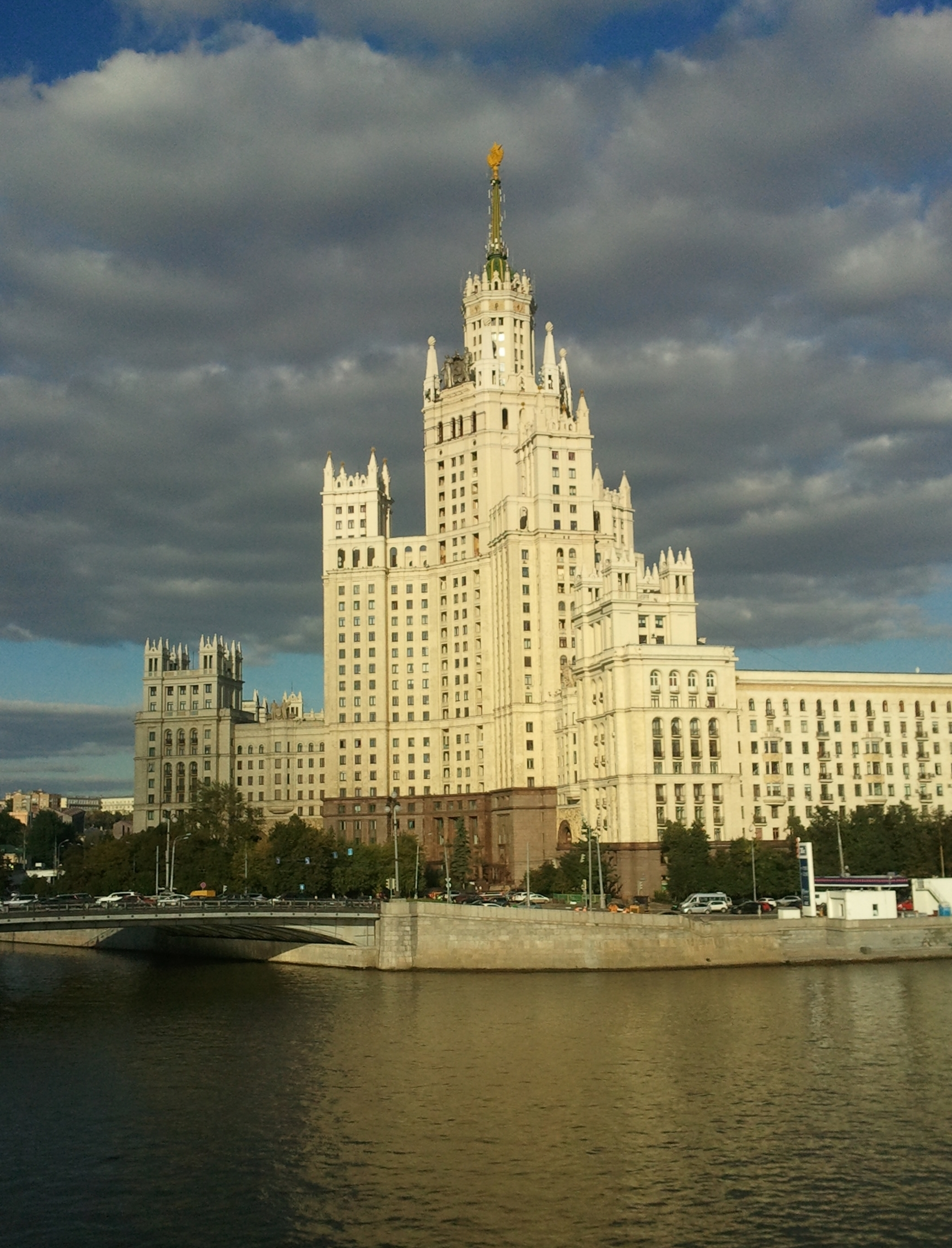
В серпні 2014, руфер Mustang піднявся на житловий будинок на Котельницькій набережній в Москві, розмалював верхню частину жовтої зірки в блакитний колір і підняв Український прапор на ній.

Індустріальний туризм почав набирати популярність на початку 1980-х років із розповсюдженням музичного стилю «індастріал», представники якого використовували індустріальні шуми як важливу складову структури своїх композицій. Сприяв цьому й відповідний візуальний відеоряд у відеокліпах представників індастріалу.
У СРСР сплеск інтересу до естетики занедбаних об'єктів і промислових зон відбувся після появи фільму «Сталкер» Андрія Тарковського, і слово «сталкер» стали застосовувати по відношенню до себе самі любителі індустріального туризму, хоча по фільму Сталкер — це провідник по Зоні, а не її дослідник, а в книзі «Пікнік на узбіччі» братів Стругацьких, за мотивами якої знято цей фільм, сталкери нелегально проникають в Зону з метою пошуку незвичайних артефактів, т. зв. хабара, для подальшого їх продажу на чорному ринку.
Відсутність в 1980-х роках широких можливостей мережевої взаємодії призводило до ізольованості осіб, які цікавилися цим хобі, роблячи його справою невеликих груп, що знаходились на периферії суспільної уваги. Все значно змінилося з появою Інтернету, який дозволив вільно обмінюватися інформацією, об'єднуватися й організовувати спільні виїзди на важкодоступні й далекі об'єкти.
Нова хвиля популярності індустріального туризму на Заході виникла після того, як на нього звернули увагу мас-медіа. Телевізійні шоу, такі як «Urban Explorers» на телеканалі «Discovery», «Fear» на телеканалі MTV, полювання за привидами, здійснювана Атлантичним паранормальним товариством, підігрівали інтерес до хобі в аудиторії. У художньому фільмі «Некерований екстрим» (After …, 2006) зображені дигери, що опинилися в екстремальній ситуації в Московському метрополітені. Міським дослідженням були присвячені виступи та виставки на п'ятій та шостій конференції Hackers on Planet Earth, а також численні газетні статті та інтерв'ю.
Іншим популяризатором став документальний серіал Cities of the Underworld на «History Channel», який виходив три сезони з 2007 року. Серіал показував маловідомі підземні споруди у віддалених місцях світу й прямо під ногами містян.
Суттєво підняв популярність такого туризму вихід комп'ютерної гри  STALKER в 2007 році. Саме з її появою слово «сталкер» стає більш вживаним по відношенню до людини, котра захоплюється індустріальним туризмом. До цієї хвилі міських досліджень такі люди частіше називали себе дослідниками, індустріальниками або дигерами.
З ростом популярності цього хобі почалася дискусія про вплив підвищеної уваги на міські дослідження. Індустріальні туристи з намірами, які відрізняються від негласного правила міського дослідника: «Не брати нічого, крім фотографій, не залишати нічого, крім слідів», турбують багатьох власників нерухомості.

## В Україні
Державне агентство розвитку туризму разом з Міністерством енергетики України та Українським союзом промисловців і підприємців планують розробити дорожню карту розвитку промислового туризму в Україні. Розвиток урбаністичного туризму в Україні потребує підвищеної уваги зі сторони міських адміністрацій. Багато населених пунктів, що приймають велику кількість туристів щороку, стикаються з проблемами відсутності потрібної для них інфраструктури через значний тиск на наявну ресурсну базу. Це призводить до зменшення туристичної привабливості багатьох об’єктів, відновлення яких потребує не тільки значних капіталовкладень, але й відповідного часу на це. Саме тому потрібно розробляти концепції сталого розвитку туризму як в крупних, так і досить невеликих містах країни.